# Чула-Міке
Чула-Міке (рум. Ciula Mică) — село у повіті Хунедоара в Румунії. Входить до складу комуни Рекітова.
Село розташоване на відстані 290 км на північний захід від Бухареста, 32 км на південь від Деви, 145 км на південний захід від Клуж-Напоки, 121 км на схід від Тімішоари.

## Населення
За даними перепису населення 2002 року у селі проживали 182 особи, усі — румуни. Усі жителі села рідною мовою назвали румунську.